# Agrostis tateyamensis
Agrostis tateyamensis é uma espécie de gramínea do gênero Agrostis, pertencente à família Poaceae.